# Ксиньяс
Ксинья́с (греч. Ξυνιάς) — село в Греции, в юго-западной Фессалии, на северо-восточном склоне хребта Отрис, к югу от города Домокос. Административно относится к общине Домокос в периферийной единице Фтиотида в периферии Центральная Греция. Расположено на высоте 490 м над уровнем моря. Площадь 20,724 км². Население 459 человек по переписи 2011 года.

## История
Древний город Ксинии (лат. Xyniae) располагался в 4 км от современного села. В Средние века город был известен как Эзер (греч. Ἐζερός). В Эзере была церковная кафедра.
Село расположено на месте исчезнувшего озера Ксиниада (Даукли, Ксениас), в неглубокой впадине с пологими скатами. Площадь поверхности озера составляла 27 км². Расположено было озеро на высоте 464 м над уровнем моря. Озеро не имело видимого стока, но, вероятно, давала начало одному из правых притоков Пиньоса. Озеро упоминает в своих воспоминаниях лётчик П. М. Михайлов, совершивший в июле 1944 года боевой вылет в Грецию из Бари вместе с П. Ф. Еромасовым.
В османский период село называлось Даукли́ (Δαουκλή). В 1916 году (ΦΕΚ 21Β) село переименована в Ксини́я (Ξυνία). В 1940 году — в Ксиньяс.

## Население
| Год  | Население, человек |
| ---- | ------------------ |
| 1991 | 496                |
| 2001 | 599                |
| 2011 | ↘ 459              |